# Conceptia Ouinsou
Conceptia Ouinsou, née le 21 septembre 1942 à Grande-Saline (Haïti) et morte le 2 mars 2011, est une juriste et femme politique béninoise.

## Biographie

### Vie professionnelle et politique
Conceptia Ouinsou est juriste, agrégée de droit privé, doyenne de la faculté de droit et ancienne vice-recteur de l’université d'Abomey-Calavi. Elle est brièvement ministre de l'Éducation nationale et de la Recherche scientifique dans le gouvernement de Mathieu Kérékou, du 15 mai au 12 juillet 1998 ; elle est remplacée par Damien Zinsou Modéran Allahassa. Elle est la deuxième femme au Bénin à diriger la présidence de la Cour constitutionnelle, de 1998 à 2008,.
Elle meurt le 2 mars 2011,.

### Vie familiale
Conceptia Ouinsou est mariée et mère de trois enfants,.

## Publications
- L'enfant naturel en droit haïtien et français - thèse pour le doctorat d'État, Paris 2, 1976[6] ;
- Réflexions sur le divorce au Bénin - RBSJA - 1981 ;
- La Nationalité Béninoise - FASJEP - 1983 ;
- Les conditions des étrangers au Bénin - FASJEP - 1983 ;
- Le nom de la femme mariée - Communication - 1989 ;
- L'enlèvement international d'enfant - Journal du Lions Club - 1990 ;
- La loi applicable au divorce - RBSJA - 1992[6];
- La vocation successorale de la femme - Mélanges - J. Pliya - 1994 ;
- La compétence directe des juridictions béninoises (stage des avocats) 1995 ;
- Les dispositions du droit international privé dans le projet de Code de la famille du Bénin - Communication - 1995 ;
- Les Grandes Orientations du Droit de la Famille en Afrique Francophone : Communication, Université de Conalay - 1996 ;
- Le Projet de Code des Personnes et de la famille du Bénin, Communication Assemblée Nationale - 1997 ;
- Rifonga Bénin : 1997. Journalistes 0RTB: 1997[6].

## Distinctions
- Officier de l'ordre des Palmes académiques
- Officier de l'ordre international des Palmes académiques du CAMES[6]
- Grand officier de l'ordre national du Bénin (2000) [7]
- Grand-croix de l'ordre national du Bénin (2008)[8]